# T. S. Orgel
T. S. Orgel ist das Autoren-Pseudonym der Brüder Tom Orgel (* 1973 in Görlitz) und Stephan Orgel (* 1976 in Görlitz).

## Leben und Werk
Tom und Stephan Orgel haben ihr Abitur am Herzog-Christoph-Gymnasium in Beilstein absolviert.
Tom Orgel machte 2003 sein Diplom im Grafikdesign an der Akademie der Bildenden Künste Nürnberg. Er lebt mit Frau und zwei Söhnen im unterfränkischen Spessart und arbeitet als selbständiger Grafik-Designer und Texter.
Stephan Orgel ist Verlagskaufmann und studierte Betriebswirtschaft. Er lebt und arbeitet in Hessen.
Gemeinsam arbeiten sie unter T. S. Orgel als Verfasser von Kurzgeschichten und Romanen. Ihr erster Roman Orks vs. Zwerge erschien 2012 im Heyne Verlag. Er erreichte die Longlist der Kategorie bestes Debüt beim Phantastik-Literaturpreis Seraph, dem Jurypreis der Phantastischen Akademie, und wurde im Oktober 2013 als Bestes deutschsprachiges Debüt mit dem anlässlich der Frankfurter Buchmesse verliehenen Deutschen Phantastik Preis ausgezeichnet. Im Oktober 2017 erschien der abschließende Band ihrer Romantrilogie Die Blausteinkriege, der im selben Monat Rang 17 in der Spiegel-Bestsellerliste erreichte. Ihr 2018 erschienener erster Science-Fiction-Roman TERRA landete beim Seraph 2019 erneut in der Kategorie Bestes Buch unter den besten 4 Romanen.
In diversen Anthologien (z. B. 'Die kleinen Köche' oder 'Geschichten aus den Herbstlanden') veröffentlichten sie an der Seite ihrer Mutter, Silvia Orgel, die 2012 den Putlitzer Preis für die beste Kurzgeschichte erhielt.
Sie sind Mitglied im Phantastik-Autoren-Netzwerk (PAN).

## Bibliografie
Romane
- Orks vs. Zwerge. Roman, Heyne Verlag, München 2012, ISBN 978-3-453-31404-7.
- Orks vs. Zwerge – Fluch der Dunkelheit. Heyne Verlag, München 2013, ISBN 978-3-453-31438-2.
- Orks vs. Zwerge – Der Schatz der Ahnen. Heyne Verlag, München 2014, ISBN 978-3-453-31610-2.
- Steamtown – Die Fabrik. Papierverzierer Verlag, Essen 2015, ISBN 978-3-944544-34-2 (mit Carsten Steenbergen).
- Die Blausteinkriege – Das Erbe von Berun. Heyne Verlag, München 2015, ISBN 978-3-453-31688-1.
- Die Blausteinkriege – Sturm aus dem Süden. Heyne Verlag, München 2016, ISBN 978-3-453-31706-2.
- Die Blausteinkriege – Der verborgene Turm. Heyne Verlag, München 2017, ISBN 978-3-453-31707-9.
- TERRA. Heyne Verlag, München 2018, ISBN 978-3-453-31967-7.
- Das Haus der tausend Welten. Heyne Verlag, München 2020, ISBN 978-3-453-31979-0.
- BEHEMOTH. Heyne Verlag, München 2021, ISBN 978-3-453-32113-7.
- Die Schattensammlerin – Dichter und Dämonen. Heyne Verlag, München 2022, ISBN 978-3-453-32179-3.
- Der Skandal. Heyne Verlag, München 2023, ISBN 978-3-453-32210-3.

Kurzgeschichten
- Wo die Straße dunkel ist. In: Thomas Backus (Hrsg.): Die Klabauterkatze und andere Fundstücke des Grauens: Auf den Spuren H. P. Lovecrafts 02. Verlag Torsten Low, Meitingen/Erlingen 2011, ISBN 978-3-940036-09-4.
- A London Bridge Experience. In: Ulrich Burger (Hrsg.): Ley Lines: und weitere mystische Momente. Ulrich Burger Verlag, Homburg/Saar 2011, ISBN 978-3-9812846-6-9.
- Narrheiten. In: Lucas Edel (Hrsg.): Uhrwerk Venedig. Ulrich Burger Verlag, Homburg/Saar 2012, ISBN 978-3-943378-01-6.
- Con Carne. In: Ulrich Burger (Hrsg.): Die Köche – Die Speisekammer des Schlemmens. Ulrich Burger Verlag, Homburg/Saar 2012, ISBN 978-3-943378-05-4.
- Mardas und Shursa. In: Bernhard Hennen (Hrsg.): Netz der Intrige: Die Gassen von Daranel. Uhrwerk Verlag, Erkrath 2013, ISBN 978-3-942012-61-4.
- Die beste Torte der Welt. In: Ann-Kathrin Karschnick & Diana Kinne (Hrsg.):  Die kleinen Köche: Die unendlichen Gerichte! Ulrich Burger Verlag, Homburg/Saar 2015, ISBN 978-3-943378-77-1.
- Thaler Thaler. In: Thomas Backus (Hrsg.): Verbotene Bücher: Auf den Spuren H. P. Lovecrafts 03. Verlag Torsten Low, Meitingen/Erlingen 2015, ISBN 978-3-940036-34-6.
- Das Schwein der Vorsehung. In: Stefan Cernohuby & Nadine Muriel (Hrsg.): Das Dimensionstor. Amrûn Verlag, Meitingen/Erlingen 2017, ISBN 978-3-95869-559-7.
- Kein großes Licht. In: Sandra Baumgärtner, Stephanie Kempin & Benjamin Kiehn (Hrsg.): FaRK Trek: Episode 1. Papierverzierer Verlag, Essen 2017, ISBN 978-3-95962-017-8.
- Wie Motten im Licht. In: Jörg Köster & André Skora (Hrsg.): Geisterland – Geschichten aus der Welt der Seelenfänger. Verlag Torsten Low, Meitingen/Erlingen 2017, ISBN 978-3-940036-45-2.
- Schicht im Schacht. In: A. S. Bottlinger, T. S. Orgel, S. A. Cernohuby (Hrsg.): Die Hilfskräfte – Die wahren Herren des Dungeons. Amrun Verlag, Traunstein 2018, ISBN 978-3-95869-354-8.
- Verdammte Personalabteilung. In: A. S. Bottlinger, T. S. Orgel, S. A. Cernohuby (Hrsg.): Die Hilfskräfte – Die wahren Herren des Dungeons. Amrun Verlag, Traunstein 2018, ISBN 978-3-95869-354-8.
- Süßes oder Saures. In: Fabienne Siegmund, Stephanie Kempin, Vanessa Kaiser, Thomas Lohwasser (Hrsg.): Geschichten aus den Herbstlanden. Verlag Torsten Low, Meitingen/Erlingen 2018, ISBN 978-3-940036-48-3.
- Blaues Blut. In: Günther Kienle (Hrsg.): Blutige Welten. Leseratten Verlag, Bietigheim 2020, ISBN 978-3-945230-45-9.
- Shakespeare vegetarisch. In: Ann-Kathrin Karschnick und Stefanie Mühlsteph (Hrsg.): Bookboy – 24 Stunden im Leben eines Buchauslieferers Verlag Torsten Low, Meitingen/Erlingen 2021, ISBN 978-3-96629-013-5.
- Das Fett von Booker Bob. In: Torsten Scheib (Hrsg.): New Dodge Leseratten Verlag, Bietigheim 2023, ISBN 978-3-945230-66-4.

als Herausgeber
- Die Hilfskräfte – Die wahren Herren des Dungeons, Herausgeber: A. S. Bottlinger, T. S. Orgel, S. A. Cernohuby, Amrûn Verlag, Traunstein 2018, ISBN 978-3-95869-354-8.

Hörspiel
- Die Schattensammlerin – Dichter und Dämonen, Random House Audio, München 2021, ISBN 978-3-453-32179-3.

sonstige Veröffentlichungen
- mit Carsten Steenbergen: Steamtown – Die Fabrik. Web-Novel, Steampunk 2009; im Oktober 2014 als Hörbuch (gelesen von Detlef Tams), Dacore Verlag.

## Auszeichnungen
- 2013 Phantastik-Literaturpreis Seraph nominiert in der Kategorie Bestes Debut 2012 für Orks vs. Zwerge[3]
- 2013 Deutscher Phantastik Preis, Bestes deutschsprachiges Romandebüt für Orks vs. Zwerge[4]
- 2015 LovelyBooks Leserpreis, Shortlist Fantasy & Science Fiction für Die Blausteinkriege – Das Erbe von Berun[5]
- 2016 Phantastik-Literaturpreis Seraph, nominiert in der Kategorie Bestes Buch für Die Blausteinkriege – Das Erbe von Berun[6]
- 2017 Phantastik-Bestenliste PAN e. V. und Literaturschock, für Die Blausteinkriege – Sturm aus dem Süden[7]
- 2019 Phantastik-Literaturpreis Seraph, Shortlist in der Kategorie Bestes Buch für TERRA[8]
- 2019 Kurd-Laßwitz-Preis, Shortlist in der Kategorie Bester Deutschsprachiger Roman für TERRA[9]
- 2019 Deutscher Phantastik Preis, Shortlist in der Kategorie Beste Kurzgeschichte für Schicht im Schacht[10]